# Krzyżowiec (Klon)
Krzyżowiec – część wsi Klon w Polsce położona w województwie wielkopolskim, w powiecie ostrzeszowskim, w gminie Czajków. W skład wchodzi jezioro Krzyżowiec o powierzchni 24,4 ha.
W latach 1975–1998 Krzyżowiec administracyjnie należał do województwa kaliskiego.